# 288 (numero)
Duecentottantotto (288) è il numero naturale dopo il 287 e prima del 289.

## Proprietà matematiche
- È un numero pari.
- È un numero composto con 18 divisori: 1, 2, 3, 4, 6, 8, 9, 12, 16, 18, 24, 32, 36, 48, 72, 96, 144, 288. Poiché la somma dei suoi divisori (escluso il numero stesso) è 531 > 288, è un numero abbondante.
- È un numero di Harshad (in base 10), cioè è divisibile per la somma delle sue cifre.
- È un numero semiperfetto in quanto pari alla somma di alcuni (o tutti) i suoi divisori.
- È parte delle terne pitagoriche (34, 288, 290), (84, 288, 300), (120, 288, 312), (175, 288, 337), (216, 288, 360), (260, 288, 388), (288, 330, 438), (288, 384, 480), (288, 540, 612), (288, 616, 680), (288, 741, 795), (288, 840, 888), (288, 1134, 1170), (288, 1280, 1312), (288, 1716, 1740), (288, 2295, 2313), (288, 2584, 2600), (288, 3450, 3462), (288, 5180, 5188), (288, 6909, 6915), (288, 10366, 10370), (288, 20735, 20737).
- È un numero intoccabile.
- È un numero palindromo nel sistema di numerazione posizionale a base 11 (242).
- È un numero pratico.
- È un numero colombiano nel sistema numerico decimale.
- È un numero rifattorizzabile in quanto divisibile per il numero dei propri divisori.
- È un numero potente.

## Astronomia
- 288P/(300163) 2006 VW139 è una cometa periodica del sistema solare.
- 288 Glauke è un asteroide della fascia principale del sistema solare.

## Astronautica
- Cosmos 288 è un satellite artificiale russo.